# Dulir
Dulir is een bestuurslaag in het regentschap Lembata van de provincie Oost-Nusa Tenggara, Indonesië. Dulir telt 314 inwoners (volkstelling 2010).